# SATICOM
SATICOM (Société Algérienne de Technologie de l’Information et de la Communication) est une entreprise publique économique algérienne, spécialisé dans les technologies de l’information et de la communication, ainsi que les systèmes de sécurité électronique.

## Historique
En 2002 

Création de la société en tant que filiale du CDTA (Centre de Développement des Technologies Avancées) sous la forme juridique d'EURL (entreprise unipersonnelle à responsabilité limitée). 

 Fin 2015

La forme juridique a été changée en EPE SPA (Société Par Actions) au capital social de 1 000 000 DA. 

Les actionnaires : 

- ALGERIE TELECOM 67%.
- CDTA 33%.

 En 2017 

Après la création du Groupe Telecom Algérie, ce dernier devient un holding qui détient Algérie télécom (actionnaire majoritaire de SATICOM)

 En 2018

Augmentation du capital sociale à 44 916 000 DA. 

Changement des parts sociales : 
Algérie Télécom 95%.
CDTA 5%

## Missions
Développement Informatique
- Gestion d’Accueil
- Affichage Dynamique
- Satisfaction Client
- Développement Spécifique

Sécurité Électronique
- Système de vidéosurveillance
- Reconnaissance automatique des plaques d’immatriculation
- Contrôle d’accès physique et logique
- Solutions d’analyse

## Direction
- Abdelaziz Remadnia (2018 - novembre 2022)[3].
- Chafik Chikh - PDG - (Novembre 2022 - novembre 2024).
- Kamel Messis (05 novembre 2024 - ).